# Gaidifer d'Avion
Gaidifer d'Avion o Gadifer d'Avion (fl. 1230-1250) è stato un troviero artesiano originario di Avion.
Entra nella Chiesa e viene associato ai poeti della cosiddetta "Scuola di Arras". 
Gaidifer era ben interrelato ai poeti contemporanei ed è stato interlocutore di Jehan Bretel in due jeux partis giudicati dai trovieri Perrin d'Angicourt e Jehan le Cuvelier d'Arras e il banchiere Audefroi Louchart. Gaidifer fu giudice di Jehan de Grieviler e Robert de Castel in due altri jeux partis. 
Oltre ai suoi due jeux, Gaidifer ha scritto sette chanson courtoises, sei delle quali appaiono solo nel Canzoniere di Roma. Il suo stile viene descritto come "nettamente circoscritto": tutti i suoi componimenti poetici sono isometrici e ottosillabici o decasillabici. Tutte le sue melodie semplici sono nella forma bar, ma si estendeno ampiamente (spesso un'ottava o anche più). In Tant ai d'amours, utilizzata come modello da Lambert Ferri (in J'ai tant d'amours apris et entendu) e da Adam de la Bassée (in Ave rosa rubens et tenera), vi è ripetizione nella cauda. Il brano, Tout me samble, non ha conservato la sua notazione musicale. 

## Componimenti poetici
- Gaidifer, par courtoisie (con Bretel)
- Gaidifer, d'un jeu parti (con Bretel)
- Amours qui sur tous a pooir
- Je me cuidoie bien tenir
- Las pour quoi ris ne jus me chant
- Par grant esfort m'estuet dire et chanter
- Quant Dieus ne veut, tout si saint n'ont pooir
- Tant ai d'amours apris et entendu
- Tout me samble noient [quant ne vous v]oi